# Консоль управления Microsoft
Microsoft Management Console, MMC (консоль управления Microsoft) — компонент операционной системы Windows 2000 и более поздних версий Windows. Позволяет системным администраторам и опытным пользователям с помощью гибкого интерфейса конфигурировать и отслеживать работу системы.
Консоль управления предоставляет более широкие возможности для управления компьютером. Основной принцип действия заключается в оснастках — небольших программах, позволяющих настроить разные аспекты операционной системы. Они имеют расширение файла .msc.
Также из консоли управления можно получить расширенные функции управления пользователями и группами, в ней можно настроить множество параметров (например, заголовок окон Internet Explorer). Более широким встроенным инструментом управления Windows является редактор реестра.

## История версий
- MMC 1.0 поставлялась с Windows NT 4.0 Option Pack.
- MMC 1.1 поставлялась с SQL Server 7.0 и Microsoft Systems Management Server 2.0, также её можно было скачать для Windows 9x версий и Windows NT.
- MMC 1.2 поставлялась с Windows 2000.
- MMC 2.0 поставлялась с Windows XP и Windows Server 2003.
- MMC 3.0 поставляется с Windows Server 2003 SP2, Windows Server 2003 R2, а также с Windows Vista, Windows 7, Windows Server 2008.